# FS ALe 840
Die Triebwagen ALe 840 sind eine italienische Baureihe von Elektrotriebwagen, von der insgesamt 73 Fahrzeuge für verschiedene Gesellschaften von mehreren Herstellern gebaut wurden. Aus dem ALe 840 ging die ähnliche Baureihe ALe 660 hervor.

## Geschichte
Die Fahrzeuge haben an der Stirnfront einen Wagenübergang, sodass die Anordnung der Frontscheiben im Führerstand angepasst werden musste. Die Türen waren als vierflügelige Klapptüren gestaltet, die pneumatisch gesteuert werden können.
Sie wurden oft mit einem Beiwagen Le 840 oder in einer dreiteiligen Version mit einem mittleren Beiwagen Le 640 verwendet. Diese Fahrzeuge waren etwas kürzer als die Le 840 und besaßen einen mittleren Einstiegsbereich. Bis zum Jahr 1956 besaßen die Triebwagen der Reihe ALe 840 die 3. Klasse, danach besaßen sie die 2. Klasse.
Sie waren auch im oberitalienischen Drehstromnetz eingesetzt. 26 Fahrzeuge waren mit dem Steuerwagen Lebc 840 gekuppelt, der mit zwei Scherenstromabnehmern und mit Quecksilberdampfgleichrichtern ausgerüstet war. So fuhren die Fahrzeuge unter Drehstrom.
Der Vorteil war damit der Einsatz auf Strecken mit mehrmaligem Spannungswechsel. Der Schleifabstand der Scherenstromabnehmer betrug bei diesen Fahrzeugen ungefähr 20 cm. Es bestand die Vorschrift, vor jeder Bahnhofseinfahrt die Stromabnehmer zu senken, um Bügelentgleisungen vorzubeugen. Dies galt zuweilen auch auf freier Strecke, besonders bei schlechten Gleisverhältnissen. Aus diesem Grund konnte auch die Höchstgeschwindigkeit des Zuges von 150 km/h unter Drehstrom-Fahrleitung nicht eingehalten werden. Der Einsatz in dieser Komposition erfolgte besonders an der Italienischen Riviera, aber auch auf Strecken um Alessandria. Beheimatet waren sie zur Hälfte in Turin und Genua.

## Bilder

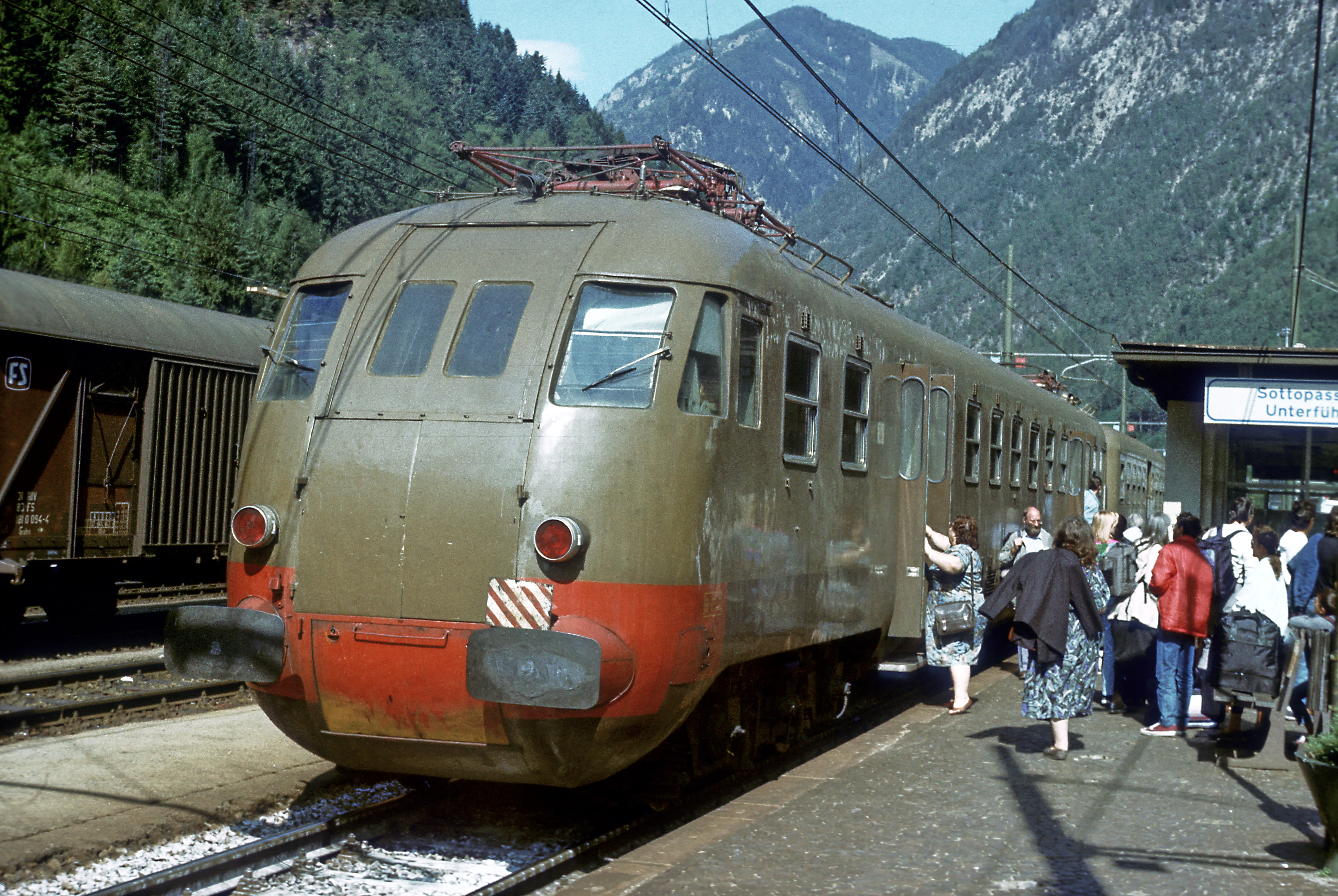
Triebwagenzug mit einem ALe 840 im Bahnhof Franzensfeste
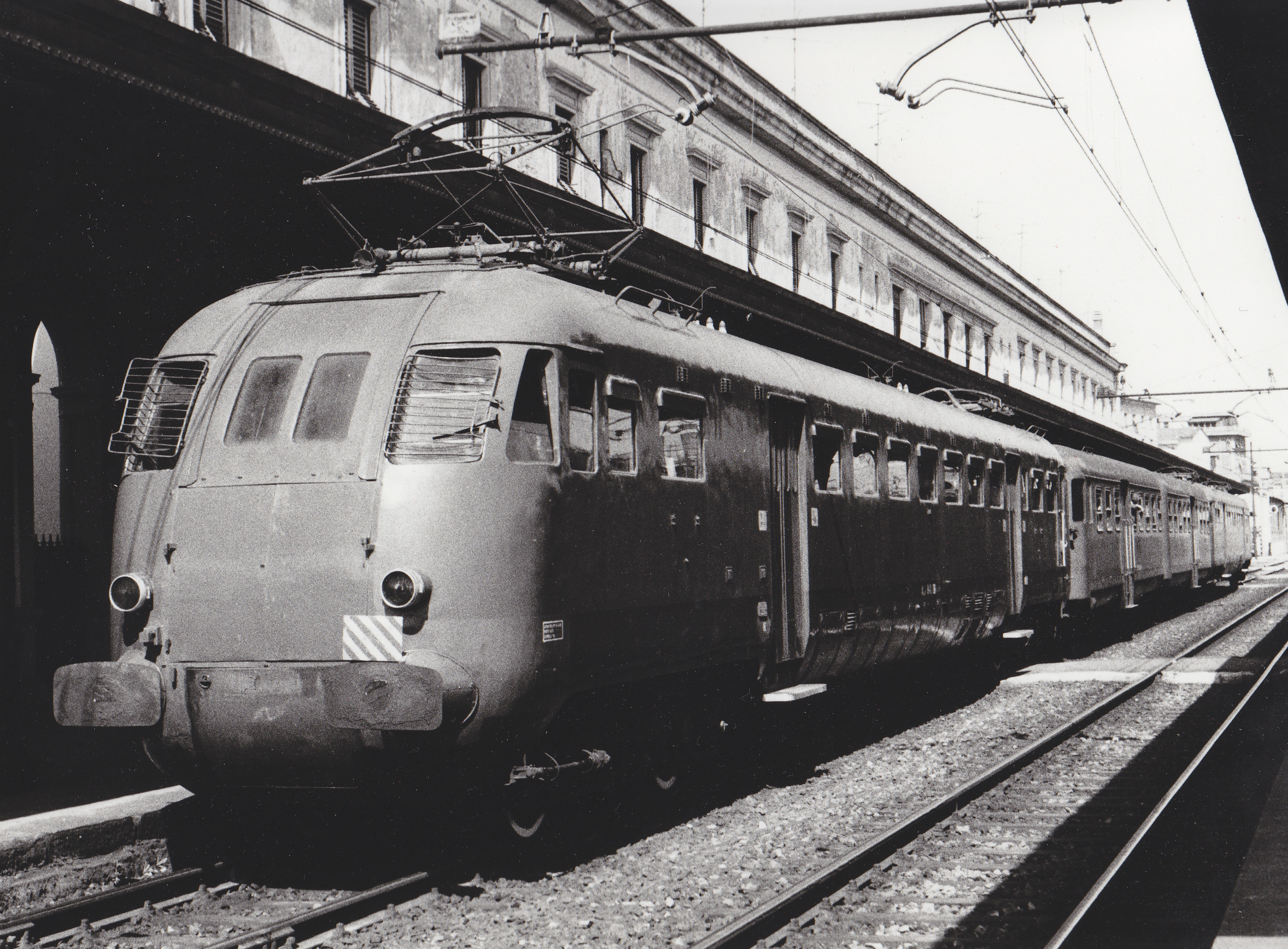
Foto aus dem Jahr 1983 von einem ALe 840